# 古遠部温泉
古遠部温泉（ふるとうべおんせん）は、青森県平川市碇ヶ関西碇ヶ関山にある山あいの温泉。

## 泉質
- 含石膏弱食塩泉
  - 源泉42℃
  - 毎分800Lの湧出量すべてを掛け流し、浴室に温泉が川のように流れ飲泉可能である。湯の花が浴室に大量に付着し、旅館の外にも堆積物のドームを形成している。
  - 入浴施設は男女別の内湯のみで、人が少ない時間帯では、浴室で仰向けになり、浴槽から溢れ出る湯を楽しめる。地元では「トドになる」という。

## 歴史
1975年（昭和50年）ころ、黒鉱のボーリングをしたところ、自噴した。

## 温泉地
山あいに自噴する温泉であり、温泉宿が1軒のみだが、温泉らしいひなびた風情がある。温泉地は碇ヶ関温泉郷に属する。
- 同旅館施設
- 同温泉の堆積物ドーム

## アクセス
- 鉄道 : 奥羽本線 碇ケ関駅より国道7号 - 国道282号経由、車で約15分。